# Maksim Sanets
Maksim Sanets (tiếng Belarus: Максім Санец; tiếng Nga: Максим Санец; sinh 4 tháng 4 năm 1997) là một cầu thủ bóng đá Belarus. Tính đến năm 2017, anh thi đấu cho Torpedo Minsk.